# Charlotte Haldane
Charlotte Haldane, geborene Franken (* 27. April 1894 in Sydenham, London; † 16. März 1969) war eine britische Schriftstellerin.

## Leben und Tätigkeit
Haldane wurde als Tochter jüdischer Emigranten in London geboren. Ihr Vater Joseph Haldane war ein deutschstämmiger Pelzhändler.
Unter dem Einfluss der Suffragetten-Bewegung im Großbritannien der Zeit um die Jahrhundertwende entwickelte sie sich früh zu einer Feministin. Ihre Eltern wurden zu Beginn des Ersten Weltkriegs als deutsche Staatsangehörige interniert, um 1915 in die Vereinigten Staaten auszureisen.
1920 begann Franken für den Daily Express zu arbeiten. Zu dieser Zeit begann sie sich öffentlich für Frauenrechte einzusetzen, insbesondere für eine Liberalisierung des Scheidungsrechtes, für das Recht von Frauen Erwerbstätigkeiten nachzugehen und für leichteren Zugang zu Empfängnisverhütungsmitteln. Nachdem sie 1924 den Biologen H.B.S. Haldane aufgrund eines Interviews, das sie mit ihm für den Express führte, kennen lernte, entwickelte sich eine Freundschaft zwischen beiden, die bald zu einer romantischen Beziehung wurde. 1926 ließ sie sich von ihrem ersten Ehemann scheiden, um stattdessen Haldane zu heiraten.
1926 veröffentlichte Haldane ihr erstes belletristisches Werk, den Roman Man's World, der eine dystopische Zukunftswelt entwirft, die von einer frauenfeindlichen Gruppe von Wissenschaftlern regiert wird. In den folgenden vierzig Jahren veröffentlichte sie noch mehr als ein Dutzend weitere Bücher, wobei sie in späteren Jahren größtenteils Sachbücher, darunter Biografien über Wolfgang Amadeus Mozart, die letzte chinesische Kaiserin Cixi und über Margarete von Valois verfasste.
Politisch rückte Haldane in den 1920er und 1930er Jahren sukzessive weiter nach links. 1937 trat sie in die Communist Party of Great Britain ein. Zu dieser Zeit begann sie auch, sich beständig in Beiträgen in der Tagespresse nachdrücklich gegen den sich zu dieser Zeit in Europa ausbreitenden Faschismus auszusprechen, so dass sie bald zu einer der exponiertesten antifaschistischen Stimmen in der briritschen Presse wurde. Unter anderem schrieb sie Beiträge für die damals auflagenstarke antifaschistische Frauenzeitschrift Woman Today.
Entsprechend ihrer antifaschistischen Einstellung engagierte sie sich auch als ehrenamtliche Sekretärin des Dependents Aid Committee, das Mittel zur Finanzierung der Internationalen Brigaden sammelte, die im Spanischen Bürgerkrieg auf Seiten der Anhänger der Spanischen Republik gegen die Anhänger des Generals Franco kämpften.
Aufgrund ihrer antifaschistischen Betätigung wurde Haldane Ende der 1930er Jahre von den Sicherheitsorganen des nationalsozialistischen Deutschlands als Staatsfeindin eingestuft: Im Frühjahr 1940 setzte das Reichssicherheitshauptamt in Berlin sie auf die Sonderfahndungsliste G.B. ein Verzeichnis von Personen, die im Falle einer erfolgreichen Invasion der britischen Inseln von den Invasionstruppen folgenden Sonderkommandos der SS mit besonderer Priorität ausfindig gemacht und verhaftet werden sollten.
1941 wurde Haldane von der Zeitung Daily Sketch nach Moskau geschickt, um die dortige Kriegssituation zu berichten.

## Ehe und Familie
In erster Ehe heiratete Franken Jack Burghess. Aus der Ehe ging ein Sohn, Ronnie, hervor.
1926 heiratete sie in zweite Ehe den Biologen J.B.S. Haldane. Diese Ehe wurde 1945 geschieden.

## Schriften
- Man's World, 1926.
- Motherhood and Its Enemies (1927)
- Brother to Bert, 1930.
- I Bring Not Peace, 1932.
- Youth Is A Crime, 1934.
- Melusine, 1936.
- Russian Newsreel, 1941.
- Crooked Sapling, 1944.
- Truth Will Out, 1949.
- Justice is Deaf, 1950.
- Marcel Proust, 1951.
- The Shadow of a Dream, 1953.
- Age of Consent, 1953.
- The Gallyslaves of Love, 1957.
- Mozart, 1960.
- Daughter of Paris, 1961.
- Tempest over Tahiti 1963.
- The Last Great Empress of China, 1965.
- Queen of Hearts: Marguerite of Valois, 1968.